# کلماتیس ۱۱۰۱
سیارک ۱۱۰۱ (به انگلیسی: 1101 Clematis، نامگذاری:1928SJ) هزار و صد و یکمین سیارک کشف شده‌است که در ۲۲ سپتامبر ۱۹۲۸ و در هایدلبرگ کشف شد.
قدر مطلق سیارک برابر ۱۰٫۱۰ است.